# 长坪乡 (井冈山市)
长坪乡，是中华人民共和国江西省吉安市井冈山市下辖的一个乡镇级行政单位。

## 行政区划
长坪乡下辖以下地区：
中烟村、长坪村和仙口村。